# Левертовская, Татьяна Евгеньевна
Левертовская Татьяна Евгеньевна (1920-1988) — первая женщина, художница-живописец, оставившая значительный вклад в становление и развитие изобразительного искусства Тувы, заслуженный художник Тувинской АССР.

## Биография
Левертовская Татьяна Евгеньевна родилась 14 января 1920 года в селе Сабинское Красноярского края в семье русского крестьянина. В 1933 году по вербовке специалистов-рабочих отчим с семьей едет в Тувинскую Народную Республику на золотодобывающий прииск Харал. С 1934 по 1939 годы Татьяна Левертовская училась в Кызылской средней школе. Окончила 10 классов. Поступила на работу учеником художника-ретушера в отдел цинкографии Тувинской типографии. В 1940 году Левертовская Т. вышла замуж за известного в Туве самодеятельного художника, графика Степана Ивановича Феоктистова, ставшего позднее опытным фотокорреспондентом редакции областной, республиканской газеты «Шын», членом журналистов СССР. В 1942 году по предложению Миссии СССР в ТНР Левертовская начала работать в Доме культуры советских граждан им. И. В. Сталина в качестве художницы-оформителя. Вела кружок рисования. После участия в областной выставке, она ЦК Профсоюзов отправлена на учёбу в Москву. Её приняли на 2 курс художественного училища «Памяти 1905 года». В 1949 году, окончив училище, получив специальность учителя рисования и черчения, вернулась в Кызыл. Проработав учителем 2,5 года в Тувинском ОБЛОНО , по совместительству начала трудиться в редакции детской областной газеты «Сылдысчыгаш» художницей-иллюстратором. С 1953 года начала работать внештатной художницей при Тувинском республиканском книжном издательстве, в 1955 году — портретисткой в художественной мастерской при Культремснабе. В 1958 году художественная мастерская управления культуры была преобразована в филиал Красноярского Художественного фонда РСФСР, где она работала в основном портретистом.

## Творчество
В школьные годы у неё проявился большой интерес к рисованию. Когда работала в Тувинской типографии у неё стали хорошо получаться портреты политических деятелей Советского Союза и Тувинской Народной Республики. Впервые в выставке участвовала в 1943 году в Кызыле, где представила живописным портретом С. К. Кочетова — командира красных партизан. Она принимала участие на всех выставках изобразительного искусства в Кызыле, Красноярске, Новосибирске, Иркутске, Омске. Первыми работами после окончания училища были произведения, отражающие жизнь и труд колхозников: «На полевом стане», «Колючка». Главной темой её произведений остается образ молодого человека. Созданы «Молодые специалисты», «Букет Саян», «Сакманщики», «Концерт», «Подруги» и многие произведения, сочетающие в себе портрет и пейзаж. В краеведческом музее хранятся портреты пимоката Хурекпена, хирурга В. Н. Пудова, командира партизанского отряда С. А. Хлебникова, артистки Кара-кыс Мунзук, строителя М. А. Пичугиной, доярки Бичии-Уруг, учительницы Е. И. Федоровой, написанные Т. Левертовской. В 1956 году Т. Левертовская участвовала на первой зональной выставке Сибири и Дальнего Востока в г. Иркутске работами «Портрет пимоката Хурекпена» и пейзажем «По берегам Хемчика». Участница многих выставок вела одновременно большую общественную работу: секретарь Союза художников правления СХ Тувы, председатель худсовета Тувинских художественно-производственных мастерских, член областного, республиканского художественного выставочного комитета. В 1965 году избиралась депутатом городского совета. Ею написано 20 исторических, тематических картин, 38 портретов, более 60 пейзажей (основных), 57 натюрмортов, оформлено 11 книг. В 1988 году Т. Левертовская умерла после тяжелой болезни.

## Основные выставки
- 10-я краевая художественная выставка 1949 г.-1950 г., г. Красноярск
- Республиканская художественная выставка, посвященная 50-летию Великого Октября 1967 г., г. Кызыл
- «Художники автономных республик, областей и округов РСФСР» 1968 г., г. Москва
- Республиканская художественная выставка, посвященная 50-летию Ленинского комсомола 1968 г., г. Кызыл
- Выставка произведений художников Тувинской АССР 1969 г., г. Кызыл
- Персональные выставки 1970, 1972, 1974, 1980. г. Кызыл
- Выставка трех зон: Сибирь, Урал, Дальний Восток 1971, г. Москва

## Награды и звания
- Почетная грамота от Управления культуры Тувинской Автономной Советской Социалистической Области за высокие показатели в работе (1957)
- Почетная грамота Обкома КПСС и горисполкома депутатов трудящихся (1957)
- медаль «Ветеран труда» (1979)
- Заслуженный художник Тувинской АССР (1980)

## Память
Многие её лучшие живописные портреты, картины о тружениках Тувы, прекрасные пейзажи разных уголков нашей республики хранятся в фондах Национального музея им. Алдан-Маадыр Республики Тыва.

## Произведения
- Картина-портрет «Кандан Уруле»
- Пейзаж «Утро в Саянах»
- Пейзаж «Спеет рябина»
- Пейзаж «Осень на Хемчике»
- Пейзаж «Березы»
- Картины «Вечерняя песня», «Сакманщики», «Букет Саян», «Концерт на чайлаге», «Спутники» и др.